# Schmitz Cargobull
Die Schmitz Cargobull AG ist ein deutscher Hersteller von Sattelaufliegern, Aufbauten und Anhängern. Die Unternehmenszentrale befindet sich in Horstmar, der Sitz der Gesellschaft im benachbarten Altenberge. Das Familienunternehmen beschäftigte im Geschäftsjahr 2021/2022 rund 6.900 Mitarbeiter bei einem Umsatz von 2,3 Mrd. Euro und ist damit Marktführer in Europa im Nutzfahrzeugbau. Anteilseigner sind zu gleichen Teilen die Familien von Heinz Schmitz, Peter Schmitz und Bernd Hoffmann.

## Unternehmensgeschichte

### Gründung und Aufstieg

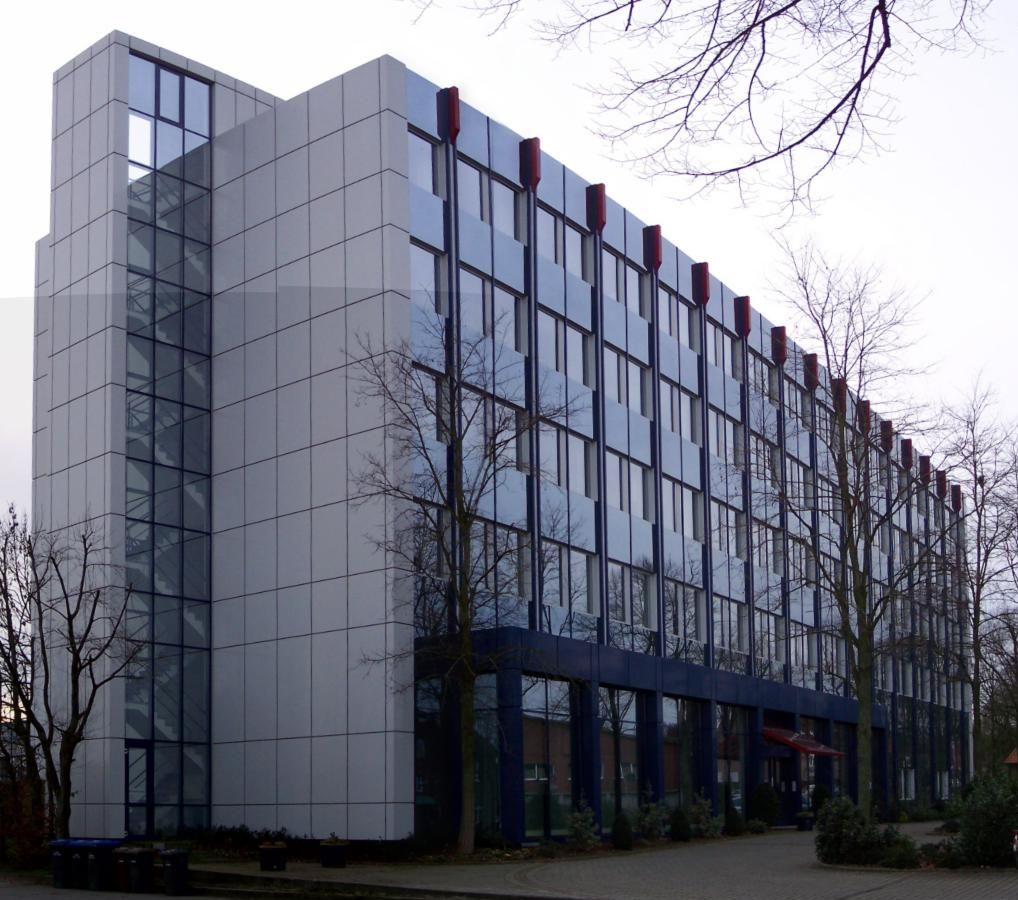
Zentrale in Horstmar

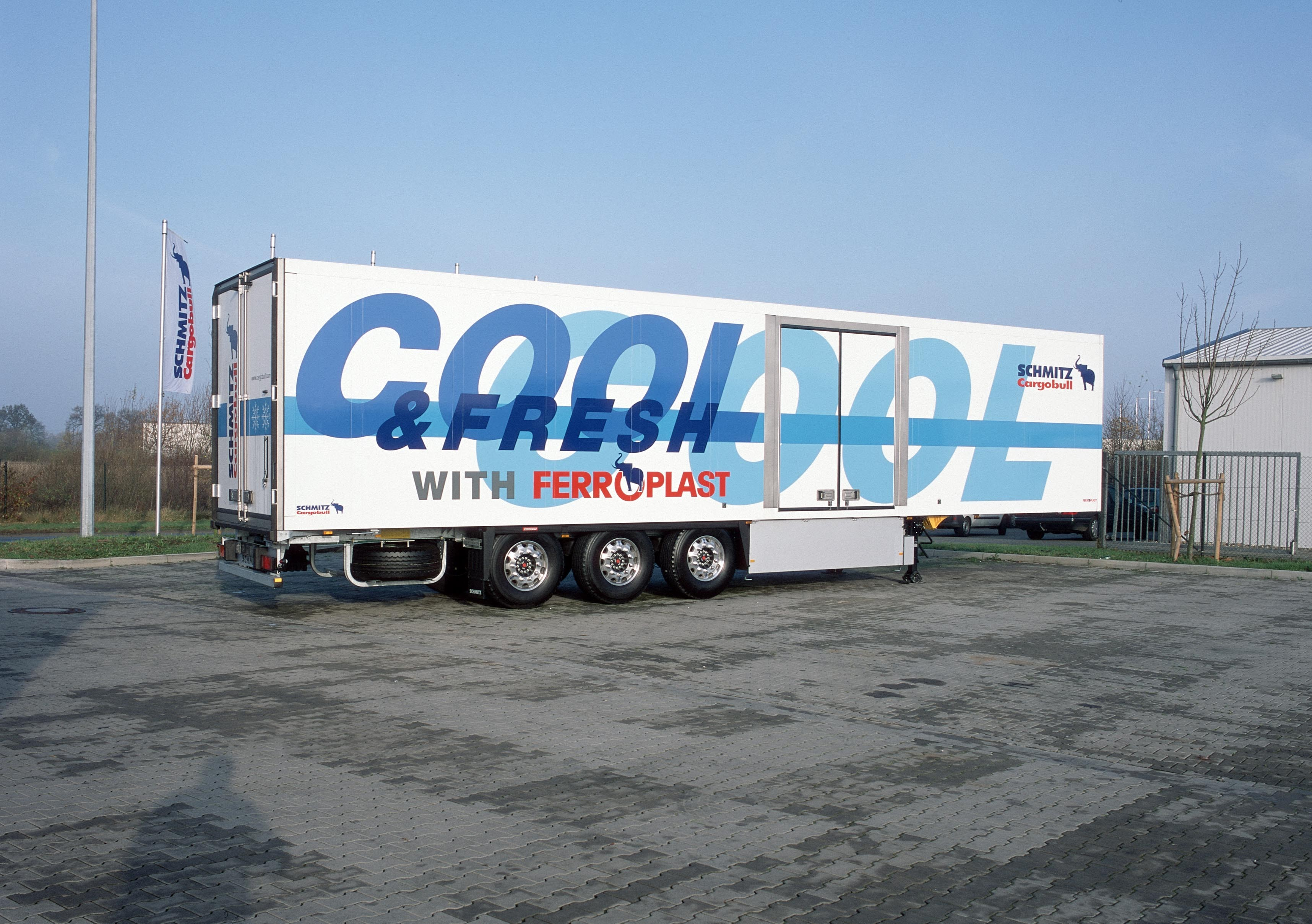
Schmitz Cargobull Cool & Fresh

Die Ursprünge des Unternehmens reichen in das Jahr 1892 zurück. Damals begann der Firmengründer Heinrich Schmitz, in der Familienschmiede Wagen zu bauen.
Eine erste Aufwärtsentwicklung nahm der neue Geschäftszweig der Schmiede mit der zunehmenden Motorisierung Ende der 1920er Jahre. In dieser Zeit wandelte sich das Unternehmen vom Handwerksbetrieb zum industriellen Fahrzeugbauer. 1928 wurde der erste mit Vollgummireifen ausgestattete Kraftfahrzeuganhänger ausgeliefert. Ab 1935 wurden Sattelauflieger und Kofferfahrzeuge mit Stahl-Außenhaut auf Holzgerippe gefertigt. 1950 produzierte Schmitz seinen ersten isolierten und temperierten Aufbau.

### Expansion, Krisen und Neuausrichtung
Das Unternehmen wuchs in den sechziger Jahren und besonders nach der ersten Ölkrise zu Beginn der siebziger Jahre, als Großaufträge aus den Förderländern im Nahen Osten zweistellige Zuwachsraten brachten. 1969 wurde ein Zweigwerk in Vreden eröffnet. 1980 wurden ein neues Stammwerk in Altenberge auf einem größeren Gelände am Ortsrand gebaut und eine zusätzliche Produktionsstätte in Berlin eingerichtet. Mit dem Beginn des Ersten Golfkriegs brachen in den achtziger Jahren die Aufträge aus den arabischen Ländern weg und Schmitz Cargobull geriet in eine erste große Krise.
Die Reformpolitik in Osteuropa und die deutsche Wiedervereinigung verschafften dem Unternehmen vorübergehend neuen Aufschwung, bis Mitte der neunziger Jahre die Aufträge erneut ausblieben. Daraufhin folgte ein rigoroser Umbau der Produktion: Die Produktpalette wurde auf vier Grundtypen beschränkt, die Zahl der benötigten Bauteile stark verringert, die Produktions- und Lieferzeiten verkürzt und der Lohnkostenanteil gesenkt. Darüber hinaus wurde ein Unternehmenskonzept eingeführt, bei dem die Kernproduktionsstätten Altenberge, Vreden und Gotha um sogenannte Satelliten ergänzt wurden, in denen die Endstufe der Produktion nah beim Kunden erfolgt.
Im März 1999 scheiterte ein Börsengang des Unternehmens wegen schwacher Nachfrage nach den Aktien. Pläne für einen erneuten Börsengang gab es seitdem nicht mehr.
Im Geschäftsjahr 2004/2005 (01.04. bis 31.03.) vermeldete Schmitz Cargobull erstmals einen Umsatz von über 1 Mrd. Euro (1,21 Mrd. Euro, 36.000 produzierte Fahrzeuge). Innerhalb von fünf Jahren waren der Umsatz verdoppelt und 1.500 neue Arbeitskräfte eingestellt worden. Im Geschäftsjahr 2007/2008 wurde erstmals ein Umsatz von über 2 Mrd. erzielt (2,14 Mrd. Euro, 66.500 produzierte Fahrzeuge). Infolge der weltweiten Wirtschafts- und Finanzkrise ging der Umsatz im Folgejahr um 70 Prozent auf 660 Mio. Euro zurück. Ab 2010/2011 wurde die Milliardengrenze wieder überschritten.

### Aktuelle Geschäftsentwicklung
Schmitz Cargobull schloss im November 2012 einen Joint-Venture-Vertrag mit der chinesischen Dongfeng Motor Company, einem der weltweit größten Lastwagenhersteller. Die Fertigung in China wurde 2014 in der Stadt Wuhan aufgenommen. Seit 2013 produziert Schmitz Cargobull auch in St. Petersburg in Russland. Das Unternehmen plant für die nächste Zukunft, auch auf die Märkte in Indien und Südamerika vorzudringen und unter anderem im Nahen und Mittleren Osten weiter zu expandieren.
Mit den Van Bodies bot das Unternehmen seit 2017 Kofferaufbauten für die Transporter-Kompaktklasse von 3,5 bis 6,0 Tonnen an. Der als Bausatz angebotene V.KO Dry-Koffer sollte durch seinen schnellen Aufbau mittels Klebeverfahren und ein niedriges Gewicht auf Grundlage des neu entwickelten Paneelen-Materials Stratoplast am Markt überzeugen. Im Januar 2019 hat die Schmitz Cargobull AG beschlossen, den Betrieb der V.KO Van Bodies Produktion in Berlin einzustellen und den Standort Berlin stillzulegen.
Am 11. April 2024 wurde bekannt gegeben, dass Schmitz Cargobull die Fertigung von Sattelaufliegern von Van Hool übernehmen wird. Dafür sollen 350 Mitarbeiter von Van Hool wiedereingestellt werden.

## Standorte
Der Großteil der Produktion erfolgt in Deutschland und wird ins Ausland vertrieben. Hauptabsatzmärkte sind Mittel- und Osteuropa sowie der Nahe und Mittlere Osten. Die Fertigungsstätten befinden sich in Deutschland in Altenberge, Vreden und Gotha. Im Ausland in Zaragoza (Spanien), Panevėžys (Litauen), St. Petersburg (Russland), Adapazari (Türkei) sowie in Melbourne (Australien).
Schmitz Cargobull ist mit eigenem Vertrieb bzw. Vertriebspartnern in fast allen europäischen Ländern vertreten und unterhält europaweit ein Netz von mehr als 1700 autorisierten Werkstätten.

## Marke
Der Markenname Schmitz Cargobull mit dem blauen Elefanten als Markenzeichen wurde Ende der 1980er Jahre eingeführt. Bis dahin firmierte das Unternehmen als Schmitz-Anhänger Fahrzeugbau GmbH und Co. KG.